# Volta a Cataluña 1989
La Vuelta en Cataluña de 1989 fue 69.ª edición de la Volta a Cataluña. Se disputó en 7 etapas del 2 al 8 de septiembre de 1989 con un total de 1124,2 km. El vencedor final fue el vasco Marino Lejarreta del equipo Paternina por ante Pedro Delgado del Reynolds, y de Álvaro Pino del BH.
La segunda y la sexta etapa estaban divididas en dos sectores. Cómo en las últimas ediciones, no  había mucho montaña y solo se llegada un golpe en alto.
El equipo de la ONCE no acudió por diferencias económicas con la organización.
Marino Lejarreta repetía el triunfo final después de nuevo años de su primera victoria.

## Etapas
| Etapa | Fecha           | Ciudades de etapa                                 | km    | Vencedor de la etapa   | Líder de la general |
| ----- | --------------- | ------------------------------------------------- | ----- | ---------------------- | ------------------- |
| 1.ª   | 2 de septiembre | Hospitalet de Llobregat – Hospitalet de Llobregat | 146,2 | Mathieu Hermans        | Mathieu Hermans     |
| 2ª A  | 3 de septiembre | Hospitalet de Llobregat – Comarruga               | 102,1 | Thierry Claveyrolat    | Thierry Claveyrolat |
| 2ª B  | 3 de septiembre | Comarruga – Comarruga (CRE)                       | 20,1  | PDM                    | Gert-Jan Theunisse  |
| 3.ª   | 4 de septiembre | Vendrell – Tárrega                                | 198,6 | Jean-Paul van Poppel   | Steven Rooks        |
| 4.ª   | 5 de septiembre | Tárrega - Manresa                                 | 149,9 | Marino Alonso          | Marino Alonso       |
| 5.ª   | 6 de septiembre | Manresa - Port del Comte                          | 168,8 | Thierry Claveyrolat    | Marino Lejarreta    |
| 6ª A  | 7 de septiembre | Solsona – Barcelona                               | 122,9 | Manuel Jorge Domínguez | Marino Lejarreta    |
| 6ª B  | 7 de septiembre | Barcelona – Sardañola del Vallés (CRI)            | 26,2  | Erik Breukink          | Marino Lejarreta    |
| 7.ª   | 8 de septiembre | Sardañola del Vallés – Playa de Aro               | 189,4 | Nico Emonds            | Marino Lejarreta    |

### 1ª etapa[1]
02-09-1989: L'Hospitalet de Llobregat – Hospitalet de Llobregat, 146,2 km.:
|   | Ciclista             | Equipo            | Tiempo     |
| - | -------------------- | ----------------- | ---------- |
| 1 | Mathieu Hermans      | Paternina         | 3h 28' 55" |
| 2 | Jean-Paul van Poppel | Panasonic-Isostar | m. t.      |
| 3 | Camillo Passera      | Chateau de Ax     | m. t.      |

|   | Ciclista             | Equipo            | Tiempo     |
| - | -------------------- | ----------------- | ---------- |
| 1 | Mathieu Hermans      | Paternina         | 3h 28' 55" |
| 2 | Jean-Paul van Poppel | Panasonic-Isostar | m. t.      |
| 3 | Camillo Passera      | Chateau de Ax     | m. t.      |

### 2ª etapa[2]
03-09-1990: Hospitalet de Llobregat – Comarruga, 102,1 km.:
| Resultado de la 2ª etapa \| \| Ciclista \| Equipo \| Tiempo \| \| - \| -------------------- \| ----------------- \| ---------- \| \| 1 \| Thierry Claveyrolat \| RMO-Mavic \| 2h 24' 48" \| \| 2 \| Jean-Paul van Poppel \| Panasonic-Isostar \| + 19" \| \| 3 \| Giovanni Fidanza \| Chateau de Ax \| m. t. \| |                      |                   |            |
| | Ciclista             | Equipo            | Tiempo     |
| 1 | Thierry Claveyrolat  | RMO-Mavic         | 2h 24' 48" |
| 2 | Jean-Paul van Poppel | Panasonic-Isostar | + 19"      |
| 3 | Giovanni Fidanza     | Chateau de Ax     | m. t.      |

### 2a etapa B
03-09-1989: Comarruga – Comarruga, 20,1 km. (CRE):
|   | Equipo            | Tiempo  |
| - | ----------------- | ------- |
| 1 | PDM               | 22' 24" |
| 2 | Panasonic-Isostar | + 8"    |
| 3 | Chateau d'Ax      | + 34"   |

|   | Ciclista           | Equipo | Tiempo     |
| - | ------------------ | ------ | ---------- |
| 1 | Gert-Jan Theunisse | PDM    | 5h 52' 20" |
| 2 | Steven Rooks       | PDM    | m. t.      |
| 3 | Dag Erik Pedersen  | PDM    | m. t.      |

### 3ª etapa[3]
04-09-1989: Vendrell – Tárrega, 198,6 km. :
|   | Ciclista               | Equipo            | Tiempo     |
| - | ---------------------- | ----------------- | ---------- |
| 1 | Jean-Paul van Poppel   | Panasonic-Isostar | 4h 52' 30" |
| 2 | Manuel Jorge Domínguez | BH                | m. t.      |
| 3 | Casimiro Moreda        | CLAS              | m. t.      |

|   | Ciclista           | Equipo | Tiempo      |
| - | ------------------ | ------ | ----------- |
| 1 | Steven Rooks       | PDM    | 10h 44' 50" |
| 2 | Gert-Jan Theunisse | PDM    | m. t.       |
| 3 | Dag Erik Pedersen  | PDM    | m. t.       |

### 4ª etapa[4]
5-09-1989: Tárrega - Manresa, 149,9 km.:
|   | Ciclista               | Equipo           | Tiempo     |
| - | ---------------------- | ---------------- | ---------- |
| 1 | Marino Alonso          | Teka             | 3h 51' 01" |
| 2 | Manuel Jorge Domínguez | BH               | + 1 ' 17"  |
| 3 | Edgar Corredor         | Café de Colombia | m. t.      |

|   | Ciclista           | Equipo | Tiempo      |
| - | ------------------ | ------ | ----------- |
| 1 | Marino Alonso      | Teka   | 14h 37' 03" |
| 2 | Steven Rooks       | PDM    | + 05"       |
| 3 | Gert-Jan Theunisse | PDM    | m. t.       |

### 5ª etapa[5]
6-09-1989: Manresa - Estación de esquí de Port del Comte, 168,8 km. :
|   | Ciclista            | Equipo    | Tiempo     |
| - | ------------------- | --------- | ---------- |
| 1 | Thierry Claveyrolat | R.M.O.    | 4h 50' 58" |
| 2 | Pedro Delgado       | Reynolds  | + 02"      |
| 3 | Marino Lejarreta    | Paternina | + 05"      |

|   | Ciclista         | Equipo    | Tiempo      |
| - | ---------------- | --------- | ----------- |
| 1 | Marino Lejarreta | Paternina | 19h 28' 29" |
| 2 | Pedro Delgado    | Reynolds  | + 03"       |
| 3 | Jokin Mujika     | Paternina | + 09"       |

### 6ª etapa[6]
7-09-1989: Solsona – Barcelona, 122,9 km.:
| Resultado de la 6ª etapa A \| \| Ciclista \| Equipo \| Tiempo \| \| - \| ---------------------- \| --------- \| ---------- \| \| 1 \| Manuel Jorge Domínguez \| BH \| 3h 06' 28" \| \| 2 \| José Rodríguez \| Seur \| m. t. \| \| 3 \| Jesús Arambarri \| Paternina \| m. t. \| |                        |           |            |
| | Ciclista               | Equipo    | Tiempo     |
| 1 | Manuel Jorge Domínguez | BH        | 3h 06' 28" |
| 2 | José Rodríguez         | Seur      | m. t.      |
| 3 | Jesús Arambarri        | Paternina | m. t.      |

### 6ª etapa B
7-09-1989: Barcelona – Sardañola del Vallés, 26,2 km. (CRI):
|   | Ciclista         | Equipo    | Tiempo  |
| - | ---------------- | --------- | ------- |
| 1 | Erik Breukink    | Carrera   | 37' 13" |
| 2 | Álvaro Pino      | BH        | + 28"   |
| 3 | Marino Lejarreta | Paternina | + 29"   |

|   | Ciclista         | Equipo    | Tiempo      |
| - | ---------------- | --------- | ----------- |
| 1 | Marino Lejarreta | Paternina | 23h 12' 39" |
| 2 | Pedro Delgado    | Reynolds  | + 09"       |
| 3 | Álvaro Pino      | BH        | + 23"       |

### 7ª etapa[7]
8-09-1989: Sardañola del Vallés – Playa de Aro, 189,4 km.:
|   | Ciclista             | Equipo     | Tiempo     |
| - | -------------------- | ---------- | ---------- |
| 1 | Nico Emonds          | Teka       | 5h 12' 15" |
| 2 | José Manuel Oliveira | CLAS       | + 1' 03"   |
| 3 | Antonio Martínez     | Loto-Zahor | + 1' 06"   |

|   | Ciclista         | Equipo    | Tiempo      |
| - | ---------------- | --------- | ----------- |
| 1 | Marino Lejarreta | Paternina | 28h 34' 05" |
| 2 | Pedro Delgado    | Reynolds  | + 09"       |
| 3 | Álvaro Pino      | BH        | + 23"       |

## Clasificación General
|    | Ciclista            | Equipo           | Tiempo      |
| -- | ------------------- | ---------------- | ----------- |
|    | Marino Lejarreta    | Paternina        | 28h 34' 05" |
| 2  | Pedro Delgado       | Reynolds         | + 09"       |
| 3  | Álvaro Pino         | BH               | + 23"       |
| 4  | Laudelino Cubino    | BH               | + 39"       |
| 5  | Tony Rominger       | Chateau de Ax    | + 1' 06"    |
| 6  | Thierry Claveyrolat | R.M.O.           | + 1' 27"    |
| 7  | Jokin Mujika        | Paternina        | + 1' 30"    |
| 8  | Alberto Camargo     | Café de Colombia | + 1' 39"    |
| 9  | Raúl Alcalá         | PDM              | + 1' 40"    |
| 10 | Miguel Induráin     | Reynolds         | + 1' 52"    |

## Clasificaciones secundarias
|   | Ciclista            | Equipo | Puntos    |
| - | ------------------- | ------ | --------- |
| 1 | Thierry Claveyrolat | R.M.O. | 47 puntos |
| 2 | Iñaki Gastón        | Kelme  | 28 puntos |
| 3 | Álvaro Pino         | BH     | 26 puntos |

|   | Ciclista              | Equipo    | Puntos    |
| - | --------------------- | --------- | --------- |
| 1 | Miguel Ángel Iglesias | Helios-CR | 13 puntos |
| 2 | Nico Emonds           | Teka      | 9 puntos  |
| 3 | Thierry Claveyrolat   | R.M.O.    | 6 puntos  |

|   | Ciclista               | Equipo | Puntos    |
| - | ---------------------- | ------ | --------- |
| 1 | Manuel Jorge Domínguez | BH     | 97 puntos |
| 2 | Thierry Claveyrolat    | R.M.O. | 66 puntos |
| 3 | José Rodríguez         | Seur   | 57 puntos |

|   | Equipo    | Nacionalidad | Tiempo      |
| - | --------- | ------------ | ----------- |
| 1 | BH        | España       | 87h 01' 42" |
| 2 | Reynolds  | España       | + 1' 18"    |
| 3 | Paternina | España       | + 7' 26"    |